# James Hogg Hunter
James Hogg Hunter (* 1890; † 1982) war ein kanadischer Autor populärer evangelikaler Thriller.

## Werke
- The mystery of Mar Saba 1940 – über die Entdeckung eines gefälschten Evangeliums im Wüstenkloster Mar Saba.[1][2][3][4][5]
- Banners of blood 1947 – über der Einrichtung einer jüdischen nationalen Heimstätte in Palästina.
- Thine is the kingdom – ein Thriller des Kalten Krieges
- How sleep the brave! – eine Romanze von Schottland im siebzehnten Jahrhundert